# Love? (Band)
Love? ist eine Synthie-Pop-Gruppe aus Nürnberg.
Die Gruppe wird den Genres Synthie-Pop, Pop und Dark Music zugerechnet. Der Bandname bezieht sich auf die elementare Frage „Liebe – gibt es das überhaupt?“

## Geschichte
Gegründet wurde Love? von Tom Wunder und Reiner Keller im Jahre 1997. Das Projekt hat sich aus dem Erfolg des synthpoplastigen Liedes In Your Hands der Band Overgament (eher bekannt für raue Sounds) heraus entwickelt. Nach einem TV-Auftritt bei Viva TV in der von Stefan Raab moderierten Sendung Vivasion waren die Anfragen bezüglich des live dargebotenen Liedes groß, so wurde ab 1997 an diesem Projekt gearbeitet.
Im selben Jahr erschien die erste EP Soundz for Lovers. Diese EP enthielt auch die Version des bei Vivasion gespielten Liedes In Your Hands (House Mix). Das zweite in der Sendung gespielte Lied hieß Hate. Zudem wurde auch das Video des Liedes Extract zum ersten Mal gezeigt.
Begleitet von Live-Auftritten, u. a. mit Beborn Beton und De/Vision, begann man 1998 mit den Aufnahmen zum Debüt-Album Unique, das 1998 auf Frame Music erschien. Das Album wurde von Heiko Maile (Camouflage) produziert und erhielt von der Fachpresse großes Lob.
Es folgten diverse Auftritte in Clubs, vorrangig der „Schwarzen Szene“. In den Jahren 2000 bis 2007 wurde Love? zurückgestellt, um am neuen Projekt Monochild und wieder verstärkt an Overgament zu arbeiten. 2008 begann man, mit dem Produzenten "Olaf Wollschläger" an neuen Love?-Songs zu arbeiten. Über Empfehlung von Claus Larsen (Leather Strip) kam der Kontakt zu Emmo.biz Records zustande, die Material begeisterte und man beschloss die Single "This City" inklusive eines "Olaf Wollschläger" Club Mixes ins Rennen zu schicken. Kurz darauf wurde das Doppel-Album "Electronically Yours" als limitierte Sonderauflage inklusive einer 3 Inch CD mit exclusivem Depeche Mode Coversong "In your Memory" veröffentlicht. Hatte schon zuvor die Single "This City" die GEWC und DAC Charts erreicht, schoss das Album bis auf Platz 2 der DAC-Charts (Deutsche Alternative Charts). Auch die jüngste Auskopplung "I Walk Alone" enterte wieder die DAC/GEWC-Charts. Unterstützt wurden sämtliche Veröffentlichungen von Promovideos die die jeweiligen Songthemen umsetzen. 2015 wurde ebenfalls der 1. Love? Remix für die Band "Touching the Void"/"Apoptygma Berzerk" Song - "In This World Together" erstellt und erfolgreich auf deren Album "Love, Longing and Loss veröffentlicht. Die Band um "Mark Warner" "Rossetti's Compass" remixte den Love? Song "I Walk Alone" für die EP "I Walk Alone", zudem coverten Sie den Song "Shivering Skin" auf ihrem Album "Attrition".

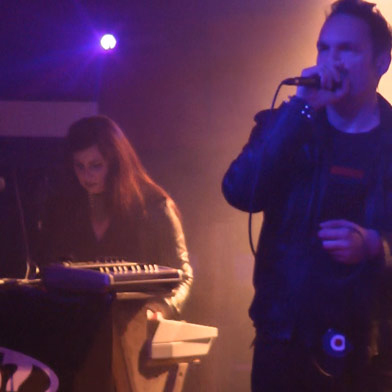
Love? live in Berlin, Red Club 2014

## Diskografie

### EPs
- 1997: Soundz for Lovers (Visage/Westcom)
- 2013: This City (Emmo.biz Records)
- 2015: I Walk Alone (Emmo.biz Records)

### Studioalben
- 2000: Unique (Frame/NovaTekk)
- 2014: Electronically Yours (Emmo.biz Records)

### Remixes
- 2015: Touching the Void - Love, Longing and Loss, Titel: In This World Together - Love? Remix

### Kompilationen
- 1997: Vis-À-Vis, Titel: In Your Hands
- 1998: Innovation Zwei, Titel: Anyway
- 1997: Electrosphere – A Collection of Synthiepop & Wave Volume 1, Titel: In Your Hands
- 1999: Body Rapture 8, Titel: In your Hands (Radio Mix)
- 2015: Gothic Compilation Vol. 62, Titel: I Walk Alone (Alone In The Club Remix by Stephan Raabe)